# Alfonso de la Cerda
Alfonso de la Cerda („Razbaštinjeni”; Valladolid, 1270. – 1333.) bio je barun Lunela i gospodar Bejara.
Član kraljevske obitelji Kastilje, Alfonso je bio sin infanta Ferdinanda de la Cerde i Blanke Francuske te tako unuk Alfonsa X., po kojem je nazvan.

## Kandidat za tron
Tijekom vladavine kralja Sanča IV., Alfonso je bio kandidat za kastiljsko-leonsku krunu. Drugi je kandidat bio Alfonsov brat Fernando. Alfonso de la Cerda ipak se odrekao krune i zakleo na vjernost kralju Alfonsu XI. od Kastilje. Francuski kralj Karlo IV. učinio je Alfonsa barunom Lunela.

## Brak
Alfonso i njegova supruga Matilda imali su Alfonsa, Henrika, Luja, Margaritu, Juana (lord Gibraleóna), Mariju i Ines.